# Ragna Biskopstø Patawary
Ragna Biskopstø Patawary (* 10. November 1980) ist eine färöische Fußballspielerin und ehemalige Nationalspielerin.

## Verein
Patawary spielt seit ihrer Jugend bei KÍ Klaksvík. Ihr Debüt in der ersten Liga gab sie 1995 am dritten Spieltag im Alter von 14 Jahren bei der 0:11-Auswärtsniederlage gegen HB Tórshavn. Sie wurde direkt Stammspielerin und schoss am 16. Spieltag beim 7:0-Sieg gegen EB Eiði ihre ersten beiden Tore. Ein Jahr darauf stand sie im Pokalfinale, welches mit 1:3 gegen HB Tórshavn verloren wurde. 1997 konnte zum ersten Mal die Meisterschaft mit Spielerinnen wie Rannvá Andreasen, Malena Josephsen und Annelisa Justesen gewonnen werden, das Pokalfinale wurde erneut mit 1:5 gegen B36 Tórshavn verloren. Auch 1999 unterlag KÍ im Pokalfinale mit 3:4 nach Verlängerung gegen HB Tórshavn, ein Jahr später gelang das Double aus Meisterschaft und Pokal durch einen 2:0-Finalsieg gegen HB Tórshavn. Insgesamt erreichte sie 22 Meistertitel sowie 13 Pokalsiege, bei denen unter anderem zusätzlich Katrina Akursmørk, Oddrún Danielsen, Durita Hummeland, Olga Kristina Hansen, Óluva Joensen, Eyðvør Klakstein, Tóra Mohr, Fríðrún Olsen, Birita Ryan, Sanna Svarvadal, Maria Thomsen sowie Randi Wardum mit zur Mannschaft gehörten.
Mit 384 Einsätzen absolvierte sie hinter Malena Josephsen und Rannvá Andreasen die drittmeisten in der ersten Liga.

### Europapokal
In der UEFA Women’s Champions League absolvierte sie bisher 43 Spiele, das erste 2001/02 in der Vorrunde beim 2:1-Sieg gegen USC Landhaus Wien. Ihr einziges Tor schoss sie 2003/04 bei der 3:5-Niederlage gegen FC Codru Anenii Noi zur zwischenzeitlichen 2:1-Führung.

## Nationalmannschaft
Am 12. Oktober 2004 debütierte Patawary für die Nationalmannschaft der Färöer bei der 1:2-Niederlage im Freundschaftsspiel gegen Irland in Klaksvík. Das letzte ihrer 16 Spiele, bei denen ihr kein Tor gelang, absolvierte sie am 8. März 2011 im EM-Qualifikationsspiel gegen Georgien, welches in Ta’ Qali mit 0:1 verloren wurde.

## Erfolge
- 22× Färöischer Meister: 1997, 2000, 2001, 2002, 2003, 2004, 2005, 2006, 2007, 2008, 2009, 2010, 2012, 2013, 2014, 2015, 2016, 2019, 2020, 2021, 2022, 2023
- 13× Färöischer Pokalsieger: 2000, 2002, 2003, 2004, 2006, 2007, 2008, 2010, 2012, 2013, 2015, 2016, 2020
- 1× Färöischer Supercup-Sieger: 2021

## Persönliches
Patawary ist die Zwillingsschwester von Rannvá Andreasen.